# Rechtstatsachenforschung
Die Rechtstatsachenforschung untersucht die tatsächlichen Erscheinungs- und Verwirklichungsformen des Rechts im sozialen Leben. Dieses Teilgebiet der Rechtswissenschaften bedient sich häufig der Methoden der empirischen Sozialforschung.
Die Anwendungsbereiche dieser Forschungsrichtung sind vielfältig und betreffen nahezu alle Lebensbereiche. Deren Ergebnisse sind für die Rechtspolitik eine wesentliche Orientierungshilfe.
Ursprünglich waren mit Rechtstatsachen jene Tatsachen gemeint, die „hinter den Normen“ stehen, jene Erscheinungsformen, in denen das Recht in der gesellschaftlichen Praxis tatsächlich zur Erscheinung gebracht wird. Die neuere Rechtssoziologie hat diesen Begriff aufgegriffen.

## Geschichte
Die Rechtstatsachenforschung entstand aus der Behauptung einer Distanz zwischen Rechtsdogmatik und sozialer Wirklichkeit. Das Recht wurde als der gesellschaftlichen Wirklichkeit entfremdet wahrgenommen und sollte enger an die rasch sich verändernden gesellschaftlichen Gegebenheiten gebunden werden.
Konkret wurde der Begriff im frühen 20. Jahrhundert durch die Kritik eines Juristen an der juristischen Lehre eingeführt: Arthur Nussbaum veröffentlicht sein programmatisches Buch zur Rechtstatsachenforschung 1914 und trägt damit ein Reformprojekt für die universitäre Ausbildung der Juristen vor. Nussbaum kennt die 1913 erschienene Grundlegung der Rechtssoziologie des österreichischen Juristen Eugen Ehrlich und formuliert die Rechtstatsachenforschung in deutlicher Abgrenzung – nicht als empirischen Unterbau – zur Rechtssoziologie, nicht als eigene Disziplin, sondern einerseits als Heranziehung von Tatsachen zur Belebung, Vertiefung und Bereicherung des bisherigen Lehrstoffs, andererseits zur Gewinnung von fruchtbaren Problemstellungen für die wissenschaftliche Einzelarbeit innerhalb der Rechtswissenschaft.

## Rechtstatsachen
Was den Begriff von Anfang an schwer zugänglich macht, ist die Tatsache, dass er von mehreren Zeitgenossen gleichzeitig in zentraler Bedeutung verwendet wird. Eugen Ehrlich beschreibt als Rechtstatsachen in seiner Grundlegung der Soziologie des Rechts etwa vier Haupttypen (Kapitel V., Grundlegung der Rechtssoziologie) von Tatsachen, nämlich Übung, Herrschaft, Besitz und Willenserklärung. Damit stehen die Rechtstatsachen Ehrlichs etwa den „sozialen Aprioris“ von Georg Simmel näher, als den empirisch zu untersuchenden Phänomenen, die seit der Mitte des 20. Jahrhunderts immer wieder der Rechtstatsachenforschung zur Bearbeitung zugewiesen werden.
Trotz der hier versuchten dogmatischen Einordnung, ist der Kern der Rechtstatsachenforschung ein recht einfacher. Er umfasst die Beschäftigung mit den tatsächlichen Verhältnissen der Rechtswirklichkeit, z. B.:
- Erforschung der Dauer von Prozessen
- Einfluss von Lobbyisten auf das Gesetzgebungsverfahren
- Zahl der Abtreibungen etc.

Die Rechtstatsachenforschung kann nur Tatsachenmaterial vermitteln, das die rechtspolitische Entscheidungshilfe darstellen kann. Die notwendigen Entscheidungen können aber durch die Rechtstatsachenforschung nicht ersetzt werden.

## Gegenwart
Als Rechtstatsachenforschung werden heute sehr heterogene Forschungsansätze bezeichnet. Der Begriff wurde in den letzten Jahrzehnten als wenig vorbelastete Bezeichnung für sehr verschiedene Forschungsvorhaben im diskursiven Feld der Rechtstheorie und Rechtssoziologie verwendet. Einige Verweise:
- Das Institut für Rechtstatsachenforschung der Universität Konstanz „hat die Aufgabe, Forschungsvorhaben durchzuführen, welche die tatsächlichen Grundlagen, Wirkungen und Zielabweichungen von bestehenden und geplanten rechtlichen Regelungen und ihre Ursachen aufzeigen sollen. Hierbei macht sich das Institut die Erfahrungen der Praxis in der Rechtssetzung und Rechtsanwendung nutzbar durch eine institutionalisierte Zusammenarbeit mit wissenschaftlich arbeitenden Praktikern.“
- Das Institut für Rechtstatsachenforschung Heidelberg[2] „begleitet die von der Stiftung ProJustitia finanzierten Forschungsvorhaben. Dabei unterstützt das Institut die Stiftung auch bei der Entwicklung rechtspolitischer Stellungnahmen auf Grund der gewonnenen Forschungsergebnisse. Außerdem wertet es in Zusammenarbeit mit der Stiftung ProJustitia die zahlreichen Einsendungen der Betroffenen von Justizmaßnahmen aus. Künftig wird das Heidelberger Institut für Rechtstatsachenforschung e. V. in regelmäßigen Abständen auch Befragungen bei Ermittlungsbeamten, Richtern und Rechtsanwälten durchführen, um so frühzeitig mögliche Missstände aufgreifen zu können.“
- Der Verlag Duncker & Humblot gibt eine Schriftenreihe zur Rechtssoziologie und Rechtstatsachenforschung[3] heraus, deren thematische Breite einen Überblick über die Vielfalt der Auseinandersetzung mit den Rechtstatsachen gibt.
- Am Institut für Zivilrecht[4] der Universität Innsbruck finden seit 2007 unter dem Titel „Rechtstatsachenforschung – Heute“ regelmäßig Tagungen zu aktuellen Entwicklungen und Forschungsergebnissen statt. Im selben Jahr wurde auch die Reihe „Innsbrucker Beiträge zur Rechtstatsachenforschung“ gegründet, in der bisher der Tagungsband 2007 erschienen ist. Die Bände zwei und drei dieser Reihe erscheinen im Herbst 2009 und werden anlässlich der 3. Tagung „Rechtstatsachenforschung – Heute“ am 17. Dezember 2009 in Innsbruck präsentiert.
- Das 2005 gegründete Institut für Rechtstatsachenforschung zum Deutschen und Europäischen Unternehmensrecht[5] der Friedrich-Schiller-Universität Jena beschäftigt sich mit rechtstatsächlichen Fragestellungen auf den Gebieten des Gesellschafts- und Kapitalmarktrechts (z. B. Aktienrecht, GmbH-Recht, Übernahmerecht). Untersucht werden (auch im Rahmen der Auftragsforschung für Dritte) die Auswirkungen bestehender/geänderter rechtlicher Rahmenbedingungen auf die deutsche und europäische Unternehmenslandschaft. Dazu werden u. a. Befragungsstudien durchgeführt und Datenquellen wie das Handelsregister und der Elektronische Bundesanzeiger ausgewertet. Unter der Rubrik Aktienrecht in Zahlen erscheinen regelmäßig Beiträge des Instituts in der Fachzeitschrift Die Aktiengesellschaft. Auf den Internetseiten der Forschungseinrichtung werden monatlich Daten zur Verbreitung der zum 1. November 2008 eingeführten GmbH-Variante Unternehmergesellschaft (haftungsbeschränkt) zusammengestellt. Bisher wurden beispielsweise empirische Forschungsprojekte zu Zwangsausschlüssen von Minderheitsaktionären, zu Erscheinungsformen nichtbörsennotierter Aktiengesellschaften, zur Verbreitung der Drittelbeteiligung in Deutschland oder zu den Auswirkungen des MoMiG durchgeführt.